# Championnats du monde de ski nordique 2007

Logo des championnats

L'édition 2007 des championnats du monde de ski nordique s'est disputée du 22 février au 4 mars 2007 à Sapporo (Japon).

## Calendrier

### Ski de fond

#### Hommes
| Épreuve                                                            | Or                                                                   | Argent                                                                     | Bronze                                                                   |
| 22 février : Ski de fond Sprint H                                  | Jens Arne Svartedal                                                  | Mats Larsson                                                               | Eldar Rønning                                                            |
| 23 février : Ski de fond Sprint par équipes H                      | Italie Christian Zorzi Renato Pasini                                 | Russie Nikolaï Morilov Vassili Rotchev                                     | République tchèque Milan Šperl Dušan Kožíšek                             |
| 24 février : Ski de fond Poursuite 15 km classique + 15 km libre H | Axel Teichmann                                                       | Tobias Angerer                                                             | Pietro Piller Cottrer                                                    |
| 28 février : Ski de fond 15 km libre H                             | Lars Berger                                                          | Leanid Karneyenka                                                          | Tobias Angerer                                                           |
| 2 mars : Ski de fond Relais 4 × 10 km libre et classique H         | Norvège Eldar Rønning Odd-Bjørn Hjelmeset Lars Berger Petter Northug | Russie Nikolaï Pankratov Vassili Rotchev Aleksandr Legkov Eugeni Dementiev | Suède Martin Larsson Mathias Fredriksson Marcus Hellner Anders Södergren |
| 4 mars : Ski de fond 50 km classique H                             | Odd-Bjørn Hjelmeset                                                  | Frode Estil                                                                | Jens Filbrich                                                            |

#### Femmes
| Êpreuve                                                              | Or                                                                              | Argent                                                                               | Bronze                                                                        |
| 22 février : Ski de fond Sprint F                                    | Astrid Jacobsen                                                                 | Petra Majdič                                                                         | Virpi Kuitunen                                                                |
| 23 février : Ski de fond Sprint par équipes F                        | Finlande Riitta Liisa Roponen Virpi Kuitunen                                    | Allemagne Evi Sachenbacher Claudia Kuenzel                                           | Norvège Astrid Jacobsen Marit Bjørgen                                         |
| 25 février : Ski de fond Poursuite 7,5 km classique + 7,5 km libre F | Olga Savialova                                                                  | Kateřina Neumannová                                                                  | Kristin Stormer Steira                                                        |
| 27 février : Ski de fond 10 km libre F                               | Kateřina Neumannová                                                             | Olga Savialova                                                                       | Arianna Follis                                                                |
| 1er mars : Ski de fond Relais 4 × 5 km libre et classique F          | Finlande Virpi Kuitunen Aino Kaisa Saarinen Riitta Liisa Roponen Pirjo Manninen | Allemagne Stefanie Boehler Viola Bauer Claudia Künzel-Nystad Evi Sachenbacher Stehle | Norvège Vibeke Skofterud Marit Bjørgen Kristin Stormer Steira Astrid Jacobsen |
| 3 mars : Ski de fond 30 km classique F                               | - Virpi Kuitunen                                                                | - Kristin Stormer Steira                                                             | - Therese Johaug                                                              |

### Saut à ski
| Êpreuve                                  | Or                                                                               | Argent                                                         | Bronze                                                         |
| 24 février : Saut à ski K120             | Simon Ammann                                                                     | Harri Olli                                                     | Roar Ljøkelsøy                                                 |
| 25 février : Saut à ski K120 par équipes | Autriche Wolfgang Loitzl Gregor Schlierenzauer Andreas Kofler Thomas Morgenstern | Norvège Tom Hilde Anders Bardal Anders Jacobsen Roar Ljøkelsøy | Japon Shohhei Tochimoto Takanobu Okabe Daiki Ito Noriaki Kasai |
| 3 mars : Saut à ski K90                  | Adam Małysz                                                                      | Simon Ammann                                                   | Thomas Morgenstern                                             |

### Combiné nordique
| Êpreuve                                        | Or                                                                    | Argent                                                                     | Bronze                                                       |
| 23 février : Combiné nordique Sprint H         | Hannu Manninen                                                        | Magnus Moan                                                                | Bjorn Kircheisen                                             |
| 25 février : Combiné nordique par équipes H    | Finlande Anssi Koivuranta Janne Ryynänen Jaakko Tallus Hannu Manninen | Allemagne Sebastian Haseney Ronny Ackermann Tino Edelmann Björn Kircheisen | Norvège Håvard Klemetsen Espen Rian Petter Tande Magnus Moan |
| 3 mars : Combiné nordique Individuel Gundersen | Ronny Ackermann                                                       | Bill Demong                                                                | Anssi Koivuranta                                             |

## Tableau des médailles
| Place | Nation      | Médaille d'or | Médaille d'argent | Médaille de bronze | Total |
| ----- | ----------- | ------------- | ----------------- | ------------------ | ----- |
| 1     | Norvège     | 5             | 4                 | 7                  | 16    |
| 2     | Finlande    | 5             | 1                 | 2                  | 8     |
| 3     | Allemagne   | 2             | 4                 | 3                  | 9     |
| 4     | Russie      | 1             | 3                 | 0                  | 4     |
| 5     | Tchéquie    | 1             | 1                 | 1                  | 3     |
| 6     | Suisse      | 1             | 1                 | 0                  | 2     |
| 7     | Italie      | 1             | 0                 | 2                  | 3     |
| 8     | Autriche    | 1             | 0                 | 1                  | 2     |
| 9     | Pologne     | 1             | 0                 | 0                  | 1     |
| 10    | Suède       | 0             | 1                 | 1                  | 2     |
| =11   | Slovénie    | 0             | 1                 | 0                  | 1     |
| =11   | Biélorussie | 0             | 1                 | 0                  | 1     |
| =11   | États-Unis  | 0             | 1                 | 0                  | 1     |
| 14    | Japon       | 0             | 0                 | 1                  | 1     |